# Estação Rossio
Rossio é uma estação do Metropolitano de Lisboa. Situa-se no concelho de Lisboa, em Portugal, entre as estações Martim Moniz e Baixa-Chiado da Linha Verde. Foi inaugurada a 27 de janeiro de 1963, no âmbito da expansão desta linha à zona do Rossio.

## Descrição
Esta estação está localizada na Praça da Figueira, servindo a zona do Rossio e possibilitando o acesso à Baixa Pombalina, ao Castelo de São Jorge, ao Palácio da Independência e ao Teatro Nacional D. Maria II. O projeto arquitetónico original (1963) é da autoria do arquiteto Falcão e Cunha e as intervenções plásticas da pintora Maria Keil. À semelhança das mais recentes estações do Metropolitano de Lisboa, está equipada para poder servir passageiros com deficiências motoras, contando com vários elevadores e escadas rolantes que facilitam o acesso às plataformas.

## História
Em 2021, com vista à racionalização e redução do consumo de energia na rede, procedeu-se à alteração e substituição de toda a iluminação existente na estação por tecnologia LED.

## Ampliação
A 16 de abril de 1998 foi concluída a remodelação da estação com base num projeto arquitetónico da autoria do arquiteto Leopoldo de Almeida Rosa e as intervenções plásticas dos artistas plásticos Artur Rosa e Helena Almeida. A remodelação da estação integrou-se nas obras de prolongamento das plataformas e eliminação do troço que anteriormente a ligava à estação Restauradores, levando à criação da Linha Verde.

## Acessos
Esta estação conta com quatro acessos pedonais e um elevador entre o átrio e a superfície:
- Acesso 1 - está localizado na esquina nordeste da Praça da Figueira. Está direcionado para poente e conta com escadas pedonais.
- Acesso 2 - está localizado na esquina noroeste da Praça da Figueira. Está direcionado para nascente e conta com escadas pedonais.
- Acesso 3 - está localizado no passeio nascente da Praça Dom Pedro IV, próximo do cruzamento com a Rua do Amparo. Está direcionado para sul e conta com escadas pedonais.
- Acesso 4 - está localizado no passeio nascente da Praça Dom Pedro IV, próximo do cruzamento com a Rua do Amparo. Está direcionado para norte e conta com escadas pedonais.
- Elevador - está localizado na esquina noroeste da Praça da Figueira, direcionado para nascente.